# Masiakasaurus
Masiakasaurus là một chi khủng long, được Sampson Carrano & Forster mô tả khoa học năm 2001. Đặc điểm làm nổi bật hơn cả là hàm có những chiếc răng hướng ra ngoài. Hiện nay thông tin về loài này còn rất hạn chế vì hóa thạch của loài này được phát hiện không đầy đủ nên hình dạng chính xác của loài này còn là ẩn số.